# 野火集
《野火集》是現代作家龍應台之作品，自1984年於台灣《中國時報》的人間副刊開始刊載，在1985年文章由圓神出版社結集成《野火集》一書。

## 寫作緣起
據龍應台在2005年出版的《野火集》二十週年紀念版裡的記述，在寫作第一篇刊報的文章時，她是一個剛剛回台灣的海外留學生，「我想回去真正認識一下自己的社會。」當她回到台灣時，發現人們對於不公不義、沒有尊嚴的環境麻木的忍受，如此「苟活」，于是便寫了「中國人，你為什麼不生氣」投稿往《中國時報》。「在寫這篇文章時，並沒有多想：所謂環境、社會、交通、消費問題的下面，藏著一把政治的鎖。」

## 「寫作策略」
龍應台首先在《中國時報》上刊登「中國人，你為什麼不生氣」、「生氣，沒有用嗎」、「生了梅毒的母親」三篇主要是針對台灣民眾的素質、環境亂象等等不涉政治層面的批判文章，據她在二十週年紀念本的記述，自從第四篇文章「難局」始，她便有了一套面對當時台灣高壓政治環境的「寫作策略」，她說：「（當時的）我，有踩著鋼絲跳舞的感覺。坊間有很多黨外雜誌，有些，看得很透徹，說得很尖銳。但是只能在地下流傳，在小圈圈裡相濡以沫。我不認為這是最有效的方法。〈難局〉是『策略寫作』的開始。是第一篇準備正面『解構』威權政體的文章。我思索的是：如何盡量拖長時間，讓當權者不意識到你的危險，而用最好看，最活潑的白話，打動最多的人？」

## 內容大綱
本書嚴厲批判1980年代台灣社會的種種問題，以1984年11月20日在《中國時報》的「中國人，你為什麼不生氣」一文開始，龍應台批評生活在台灣的是「一千八百萬懦弱自私的中國人」：在當時，台灣的自然環境曾受到嚴重的污染、都市則治安不靖，但台灣的人民中則麻木於社會種種不合理現象，一切以「忍耐」為上；龍應台則鼓勵他們要為這些亂象「生氣」，且向政府大聲的表達出自己的憤怒。
在1984年12月6日刊於《中國時報》的「生氣，沒有用嗎」則更進一步鼓勵台灣民眾不要再對亂象麻木，並非要求台灣人當「烈士」，只要每人都能為社會做一點微不足道的事，例如「扶一個瞎子過街」、「請鄰座不要吸菸」、「叫阿旺排隊買票」，社會便可以更加文明。
在1985年1月4日刊於《中國時報》的「生了梅毒的母親」則將台灣當時的環境污染亂象形容為「生了梅毒」，龍應台在文中記載：「回到台灣，我去看山——看見剝了皮的青山。綿延的綠當中突然陷下一大塊，砂土被挖走了，紅土石爍赤裸裸地暴露出來。臺北縣的山的滿目瘡疤，像一身都長了癣、爛了毛的癩皮狗，更像遭受強暴的女人。」但龍應台表示，「台灣，是生我育我的母親；骯髒、醜陋、道德敗壞的台灣是我生了梅毒的母親。」並再次鼓勵台灣人要為台灣做一點點事，令台灣「稍稍乾淨一點、安靜一點、和諧一點。」

## 社會影響力
在1985年，《野火集》甫結集成書，在台灣立即暢銷大賣，據《中國時報》副總編輯楊澤所言，「二十一天內再版二十四次，盛況空前，讀者反應熱烈，遍及各階層，尤其對學運世代前後的五年級有深刻影響，據說後來儼然成了人手一本的學運指南或社運手冊，幾乎每個家庭都可以找到那麼一本。」
台灣著名詩人余光中稱《野火集》是一把燎原的火，「火勢之大不僅燒熱了文化界，甚至也薰出了廣大的市井小民，一時議論紛紛，掌聲壓倒了噓聲……幾乎凡華文所及，都風起雲湧，風吹草低。」